# Jeon

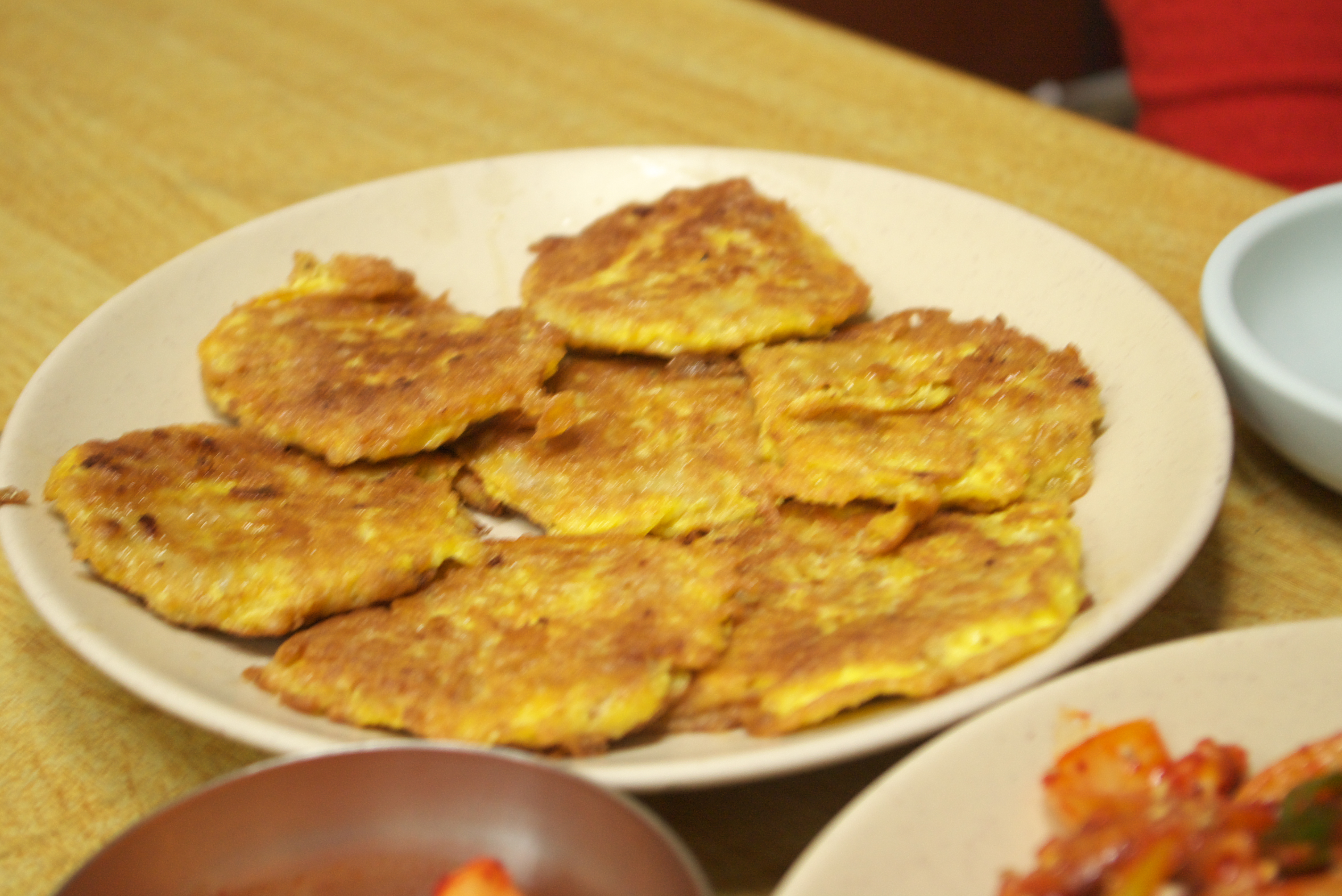
Saengseon jeon. Jeon hecho de pez.

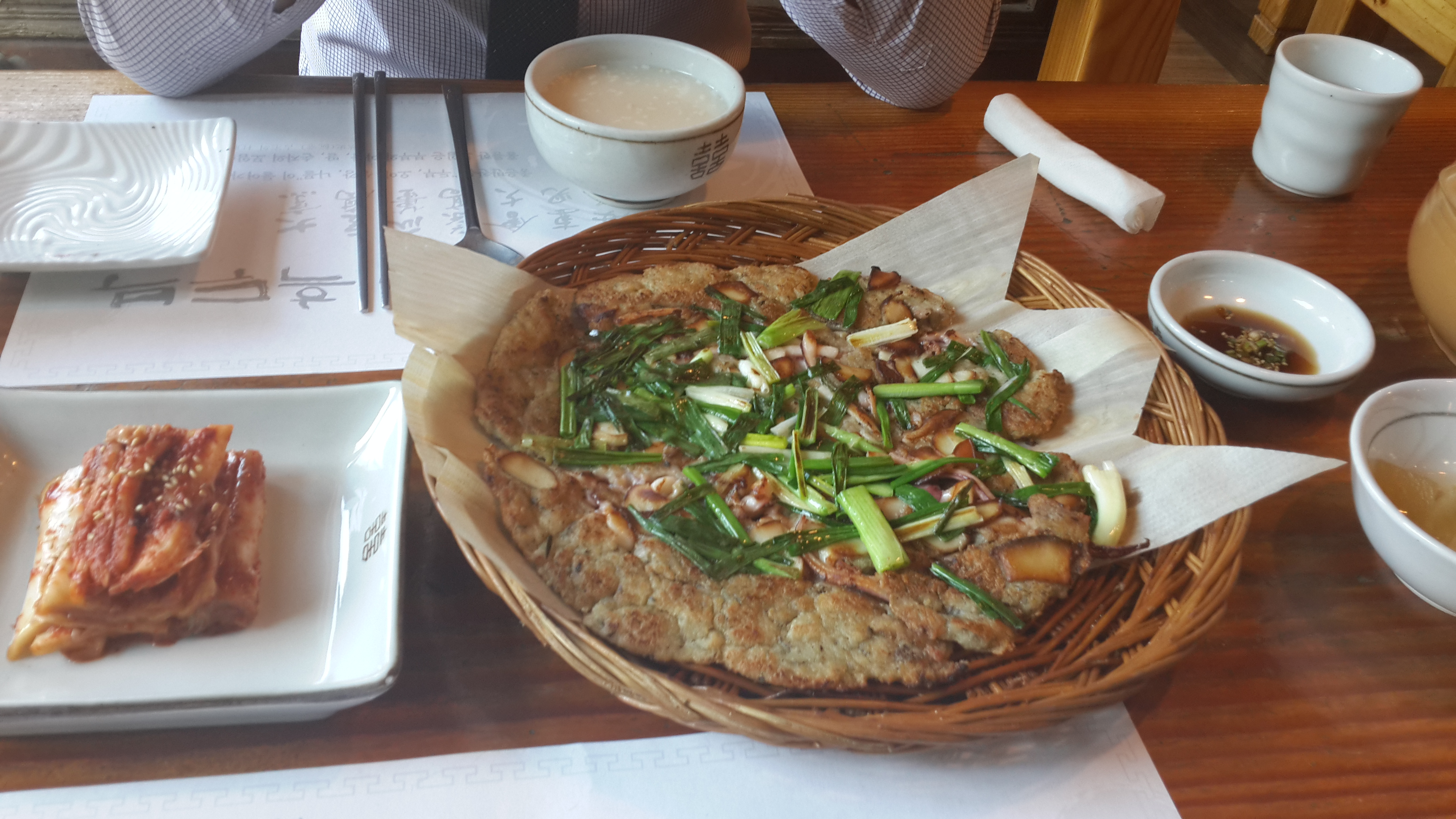
Kongbiji jeon hecho de soya.

Se llama jeon (hangul 전), buchimgae (부침개), jijimgae (지짐개) o jijim (지짐) a diversos platos similares a panqueques de la cocina coreana. También recibe el nombre de jeonyueo (전유어) o jeonyuhwa (전유화), especialmente en la gastronomía de la corte real coreana, abreviándose a veces ambos términos como jeonya (저냐). El jeon se elabora con diversos ingredientes, como carne, ave, marisco y verdura, según el estilo, y se mezcla con rebozado de harina o huevo batido antes de freírse en aceite.
El jeon suele tomarse como aperitivo, como banchan (pequeñas guarniciones) o como anju (acompañamiento de bebidas). También se sirve como plato importante para el jesasang (제사상, disposición ceremonial de la mesa para el jesa, culto a los ancestros) y janchi (hangul 잔치, banquete o festival). El jeon usado para el jesa se llama gannap (간납) o gannam (간남) y se elabora con hígado de buey, omaso o pescado junto a verdura y cebolleta en una brocheta.
El jeon se consume a veces como postre dulce, llamándose esta variedad hwajeon (literalmente ‘jeon flor’). El bindaetteok (jeon de frijol chino), el pajeon (cebolleta) y el kimchijeon son populares en Corea del Sur.

## Tipos

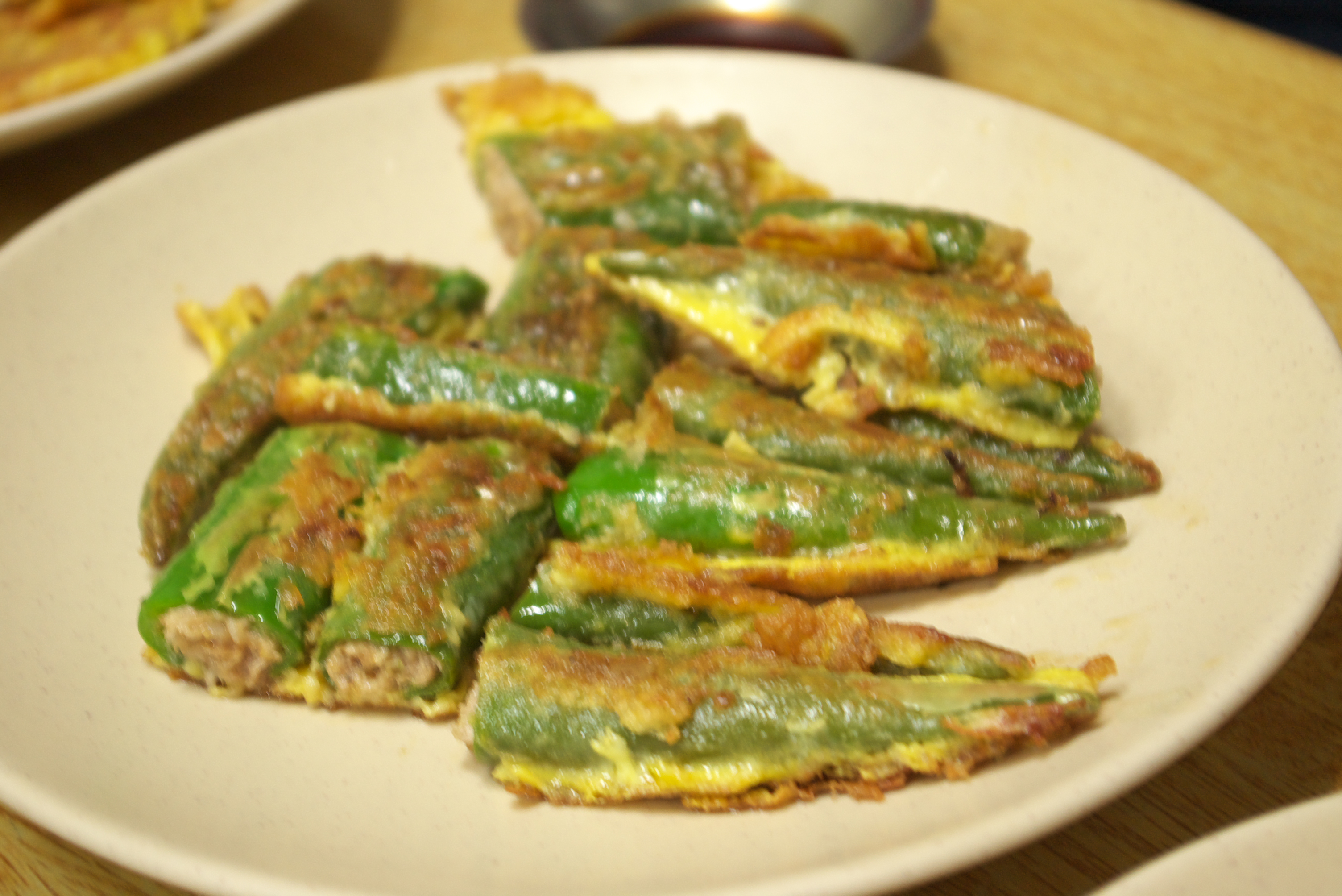
Gochu jeon.

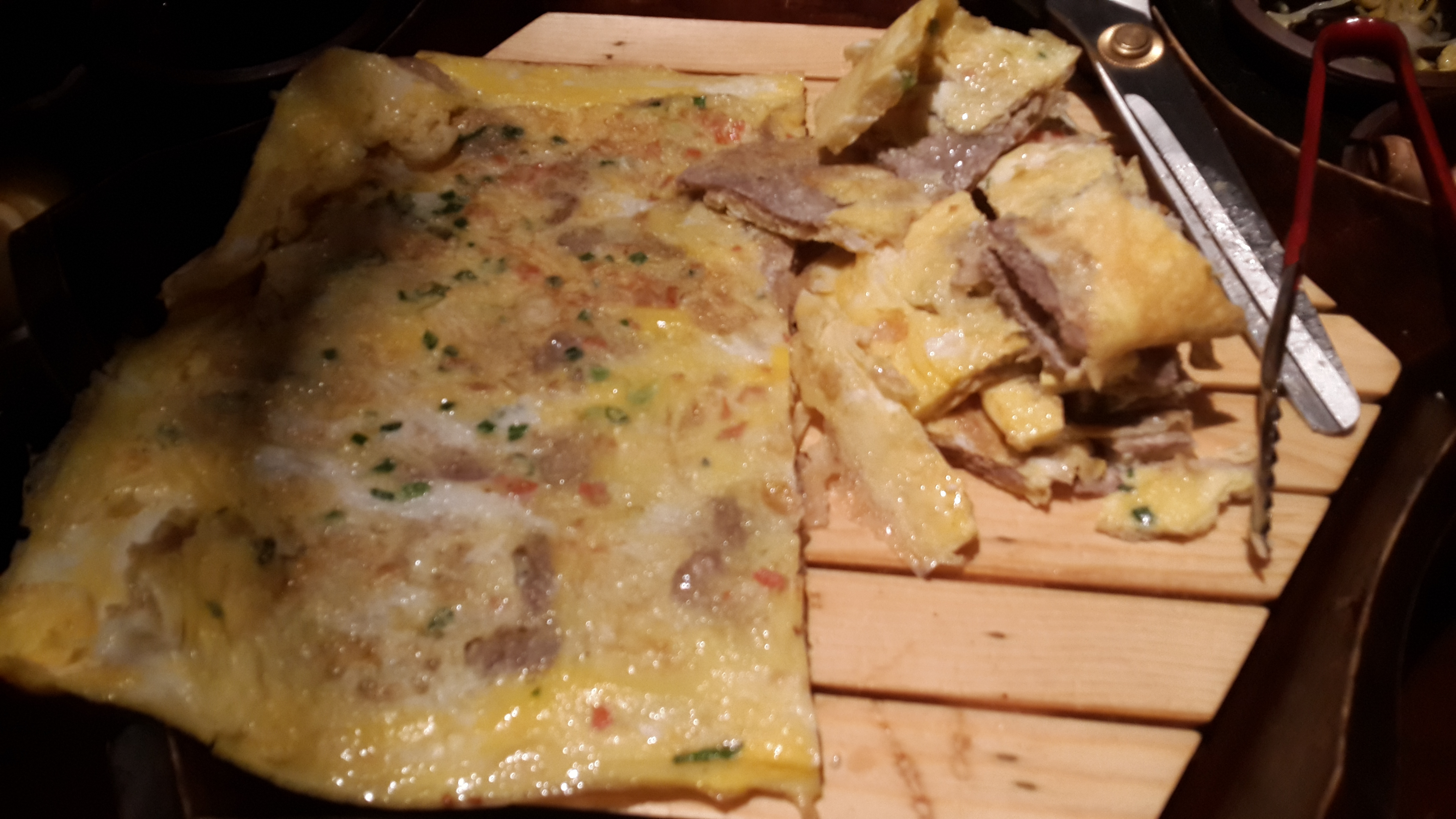
Yukjeon hecho de carne de buey.

### Carne
- Yukjeon (육전), hecho con tiras de buey;
- Wanjajeon (완자전) o wanja (완자), jeon pequeño en forma de bola hecho de buey picado, tofu y verdura, cubierto de harina y huevo batido;
- Ganjeon (간전), de hígado de buey;
- Cheonyeopjeon (처녑전), de omaso.

### Pescado y marisco
Saengseonjeon (생선전) es un término genérico para cualquier jeon hecho con pescado. Normalmente se prefiere pescado blanco. Haemul jeon (해물전) incluye el jeon no solo hecho con pescado sino también con paeryu (패류, ‘marisco’), gamba y pulpo.
- Mineojeon (민어전), hecho de corvina;
- Daegujeon (대구전), de bacalao del Pacífico;
- Guljeon (굴전), de ostra;
- Daehajeon (대하전), de gamba carnosa;
- Saewoojeon (새우전), de gamba.

### Verduras y setas
- Kimchijeon (김치전), hecho de kimchi;
- Pajeon (파전), de cebolleta;
- Gamjajeon (감자전), de puré de patata;
- Hobakjeon (호박전), de calabaza;
- Yeongeunjeon (연근전), de raíz de loto;
- Gochujeon (고추전), de pimiento chile;
- Gajijeon (가지전), de berenjena;
- Deodeokjeon (더덕전), de deodeok;
- Gosarijeon (고사리전), de helecho;
- Pyogojeon (표고전), de seta shiitake y buey.[2]

### Otros

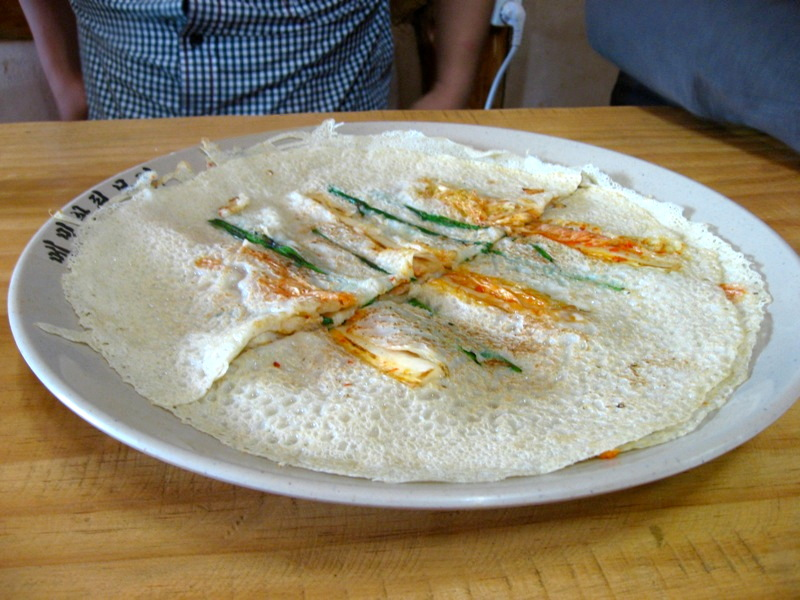
Memiljeon.

- Bindaetteok, hecho de frijol chino, verdura y carne o pescado;
- Memiljeon (메밀전), de alforfón;
- Dubujeon (두부전), de tofu;
- Hwajeon, de flores comestibles, como azalea o rosa.